# Falkenbergs VBK
Falkenbergs VBK är en volleybollklubb i Falkenberg, Sverige. Den bildades 1985 genom en sammanslagning av Ätradalens VK och Köinge JUF. Herrlaget har vunnit sex SM-guld, det första vann man säsongen 2006/2007 vilket följdes upp med guld åren 2008, 2009, 2011, 2014. och 2016. Herrlaget lämnade 2023 Elitserien och klubben avslutade elitsatsning p.g.a. brist på resurser.

## Föregångare
Ätradalens VK var tidigt framgångsrika. De kom våren 1970 fyra i SM-slutspelet som arrangerades i staden. Säsongen 1974/1975 gick det snäppet bättre då de nådde final mot dominanten Lidingö SK (som vann alla mästerskap 1966-1981). Laget åkte efter säsongen 1980/1981 ur högsta serien och lyckades därefter inte komma upp igen.
Köinge JUF:s damlag kvalificerade sig 1971 för spel i Division I (den högsta serien), där de kom att spela en säsong.

## Milstolpar
Falkenbergs VBK spelade 1995  i Hallands lägsta division, division 3. Laget kom under åren kring millennieskiftet att i snabb takt gå igenom seriesystemet för att 2002 nå elitserien. Där har laget stannat sedan dess.
2002–2003: Elitseriedebuten gav en sjätte plats i serien. Respass blev det i kvartsfinalen mot Örkelljunga. Falkenbergs VBK:s första elitserietränare, tillika mannen som förde laget från division 3 till elitserien, heter Gunnar Kärrbrant.
2003–2004: Vladimir Wedenski anställdes som tränare för elitlaget. Han blev klubbens första avlönade ledare. Gunnar Kärrbrant fortsatte i klubben som elitansvarig. Elitlaget gick till semifinal, men fick ge sig där efter fem matcher mot Sollentuna.
2005–2006: Första stora titeln bärgades med Grand Prix guld. Man nådde också SM-final för första gången. Det blev förlust mot Hylte efter fem matcher varav den sista i Falkenberg inför drygt 1 000 åskådare.
2006–2007: SM-guld efter 3-1 i matcher mot Hylte. Bara veckan innan hade dock U17 pojkar tagit föreningens första SM-guld. Serieseger för elitlaget kan också läggas till meritlistan.
2007–2008: Andra SM-guldet för elitlaget efter 3-1 i matcher mot Sollentuna. U13 pojkar vann också SM-guld. Föreningen startade ett internt utbildnings- och målsättningsarbete som kallas för blåa tråden.
2008–2009: Föreningens starkaste säsong så här långt. Elitlaget vann tredje raka titeln, denna gång mot Örkelljunga i finalen. Laget gick obesegrat genom hela slutspelet. Lägg därtill serieseger och Grand Prix guld. Guld också för U19 och U13 pojkar, silver för U17 och U15 pojkar, herrarnas utvecklingslag avancerade till division 1, damerna kom 2:a i division 2. Föreningen utsågs till årets idrottsförening i Halland. Ett visionsarbete som spände över de kommande 10 åren initierades av elitkommittén.
2010–2011: Föreningen tog storslam. Vinst i Svenska Cupen, 3-0 mot Örkelljunga, vinst i Grand Prix, 3-0 mot Sollentuna samt SM-guld, 3-1 i matcher mot Sollentuna.
2013–2014: Föreningen blev svenska mästare på herrsidan samt vann i Nordic Club Championships (NCC).

## Tränare
- 1997-2003 Gunnar Kärrbrant[11]
- 2003-2004 Vladimir Wedenski
- 2004-2010 Ismo Peltoarvo [12]
- 2010-2018 Patrick Aparicio [13]
- 2018-2021 Per-Anders Sääf[14][11]
- 2021- Ismo Peltoarvo[1]

### Fotnoter
1. 1 2  Sveriges radio: Falkenberg bryter med succetränaren
2. 1 2  ”MARATHONTABELL VOLLEYBOLL 1963 - 2019/20 ELITSERIEN HERRAR”. Svenska volleybollförbundet. 20 april 2020. Arkiverad från originalet den 19 september 2021. https://web.archive.org/web/20210919061822/https://www.volleyboll.se/globalassets/svenska-volleybollforbundet-volleyboll/dokument/om-sporten-historik/marathontabell-efter-grundserien-201920-h.pdf. Läst 25 oktober 2022.
3. ↑  ”Historia”. fvbk.nu. https://www.fvbk.nu/fvbk/sida/30583/historia. Läst 2 mars 2018.
4. ↑  ”2000-talet”. Svenska Volleybollförbundet. http://iof3.idrottonline.se/SvenskaVolleybollforbundet/volleyboll/Omvolleyboll/Historik/SvenskaMastaregenomtiderna/2000-talet/. Läst 10 februari 2015.
5. ↑  ”2010-talet”. Svenska Volleybollförbundet. http://iof3.idrottonline.se/SvenskaVolleybollforbundet/volleyboll/Omvolleyboll/Historik/SvenskaMastaregenomtiderna/2010-talet/. Läst 10 februari 2015.
6. ↑  Therese Bosta (24 april 2016). ”Falkenberg dundrade hem SM-guldet”. SVT Sport. http://www.svt.se/sport/volleyboll/falkenberg-dundrade-hem-sm-guldet/. Läst 29 april 2016.
7. ↑  ”Falkenbergs volleybollklubb lämnar elitserien – saknas pengar”. Sveriges radio. 15 juni 2023. https://sverigesradio.se/artikel/falkenbergs-volleybollklubb-lamnar-elitserien. Läst 17 juni 2023.
8. 1 2  Hallands indrottsförbund (1993). Hallands idrottshistoria - Ett hopp från dåtid till nutid. Örkellkjuna: Bokförlaget Settern. ISBN 91-7586-406-1
9. ↑  ”MARATHONTABELL VOLLEYBOLL 1963 - 2019/20 ELITSERIEN DAMER”. Svenska volleybollförbundet. 20 april 2020. Arkiverad från originalet den 26 oktober 2022. https://web.archive.org/web/20221026174820/https://www.volleyboll.se/globalassets/svenska-volleybollforbundet-volleyboll/dokument/om-sporten-historik/marathontabell-efter-grundserien-201920-d.pdf. Läst 25 oktober 2022.
10. ↑  Hallands Nyheter (18 april 2020): Finalförlusten som smakade surt i flera år
11. 1 2  FVBK.nu: Historia
12. ↑  Linkedin: Ismo Peltoarvo
13. ↑  Linkedin: Patrick Aparicio
14. ↑  Svenskalag.se: Ny tränare Falkenbergs Volleybollklubb